# بيملكو
بيملكو حي يقع في جنوب غربي العاصمة البريطانية لندن. وهي تجاور أحياء بلغرافيا ووستمنستر وفيكتوريا.
فيها تمثال لنائب في البرلمان البريطاني اسمه وليم هسكنسون، وهو أول ضحية حادث تحت عجلات قطار في بريطانيا وذلك في عام 1830 م. ووقع الحادث بعد افتتاح الخط السريع بين لندن ومانشستر.

## الموقع الجغرافي
الأحياء المجاورة لحي بيملكو:

## أعلام
- توني غيل
- ستيفن جونز
- ويليام براون
- باميلا كولمان سميث
- ويليام ألن